# ابوالقاسم قاضی‌زاده
ابوالقاسم قاضی‌زاده سیاست‌مدار ایرانی بود، که در  دوره بیست و دوم بعنوان نماینده تهران در مجلس شورای ملی حضور داشت.